# FulaaBe
Les FulaaBe (ou Fulaaɓe dans l'orthographe correcte en langue pulaar) constituent l'un des principaux lignages (leñol, pl. leYYi) peuls (Fulɓe) de Mauritanie et du Sénégal central. 